# Прибережний регіон
0°42′ пд. ш. 80°00′ зх. д. / 0.7° пд. ш. 80° зх. д.

Прибережний регіон Еквадору (померанцевий колір показую частину провінції, яка входить до регіону)

Прибережний регіон або Узбережжя — один із чотирьох географічних регіонів Еквадору. Він розташований між гірським масивом Анд і Тихим океаном. Переважно рівнинний ландшафт регіону покритий чагарниками та субтропічними лісами на півдні та вологими лісами на півночі. На узбережжі океану існують великі масиви мангрових лісів, найбільша площа яких розташована у затоці Гуаякіль та на північі.  В регіоні розташовано найбільше за чисельністю населення місто країни — Гуаякіль.

## Історія

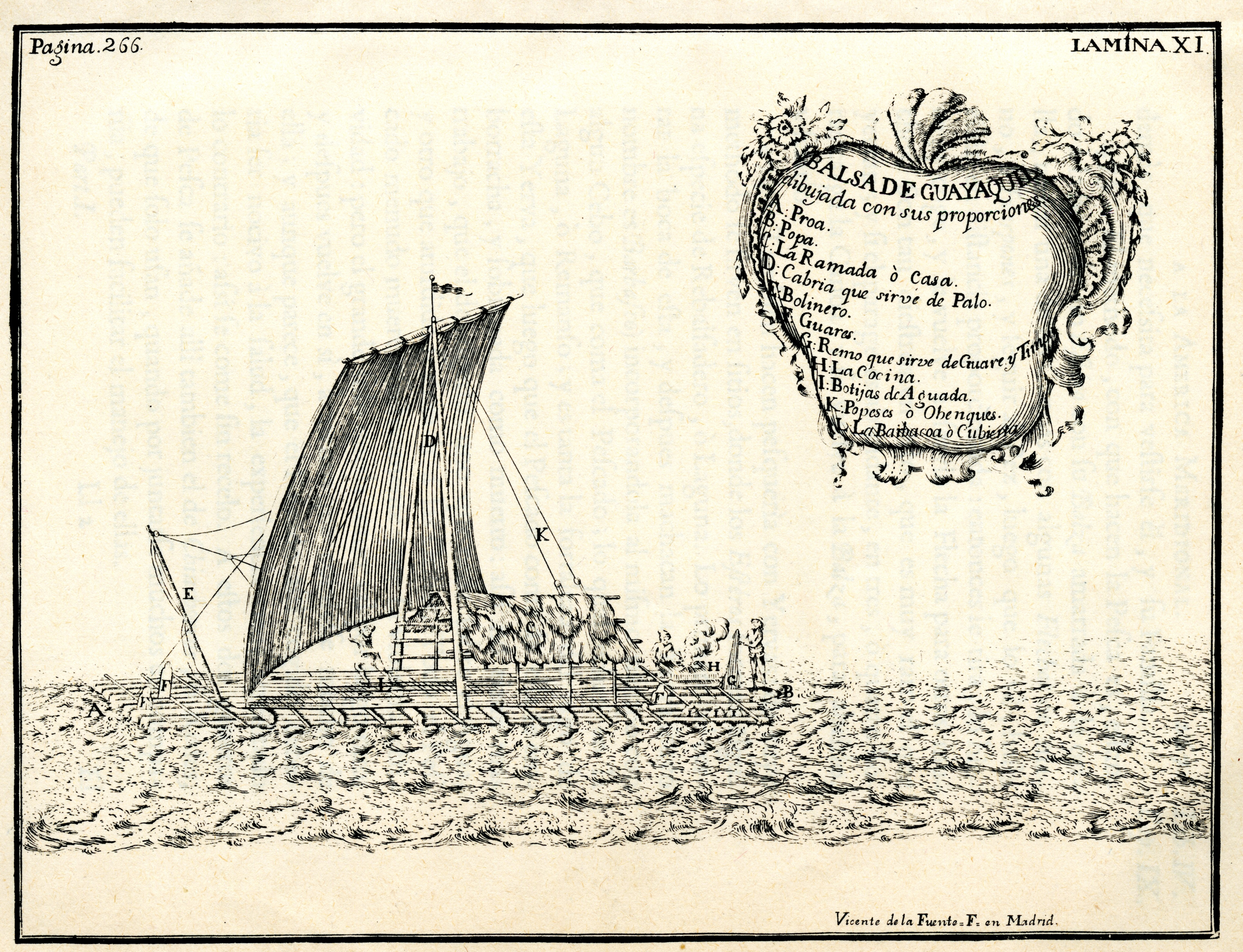
На малюнку показано судно, що існувало в регіоні з VI по XIX століття

### Доісторичний етап
Першими поселенцями території сучасного Еквадору були кочові племена мисливців-збирачів, які прибули з півночі. Населення доколумбового періоду жило моногамними кланами, які з часом утворили великі племена 

### Докерамічний період (10 000—4 000 років до н. е.)
Культура Лас-Вегаса була першою відомою археологічною культурою, яка розселилася на нинішніх територіях Еквадору. Вона розвивалась між голоценом і пізнім плейстоценом, на узбережжі, між 10 000-4600 рр. до н.е. Представники цієї культури використовували деревину для виготовлення мисливських знарядь, а великих черепашок  — сільськогосподарські знаряддя.

### Період формування (між 500 роком до н.е.—650 рік н. е)
В період формування на території Узбережжя в різні періоди існували вальдівійська культура, мачалільська культура та культура Хоррера. Вальдівійська культура була одна з перших культур в Америці, яка почала виготовляти керамічний посуд,

### Період інтеграції

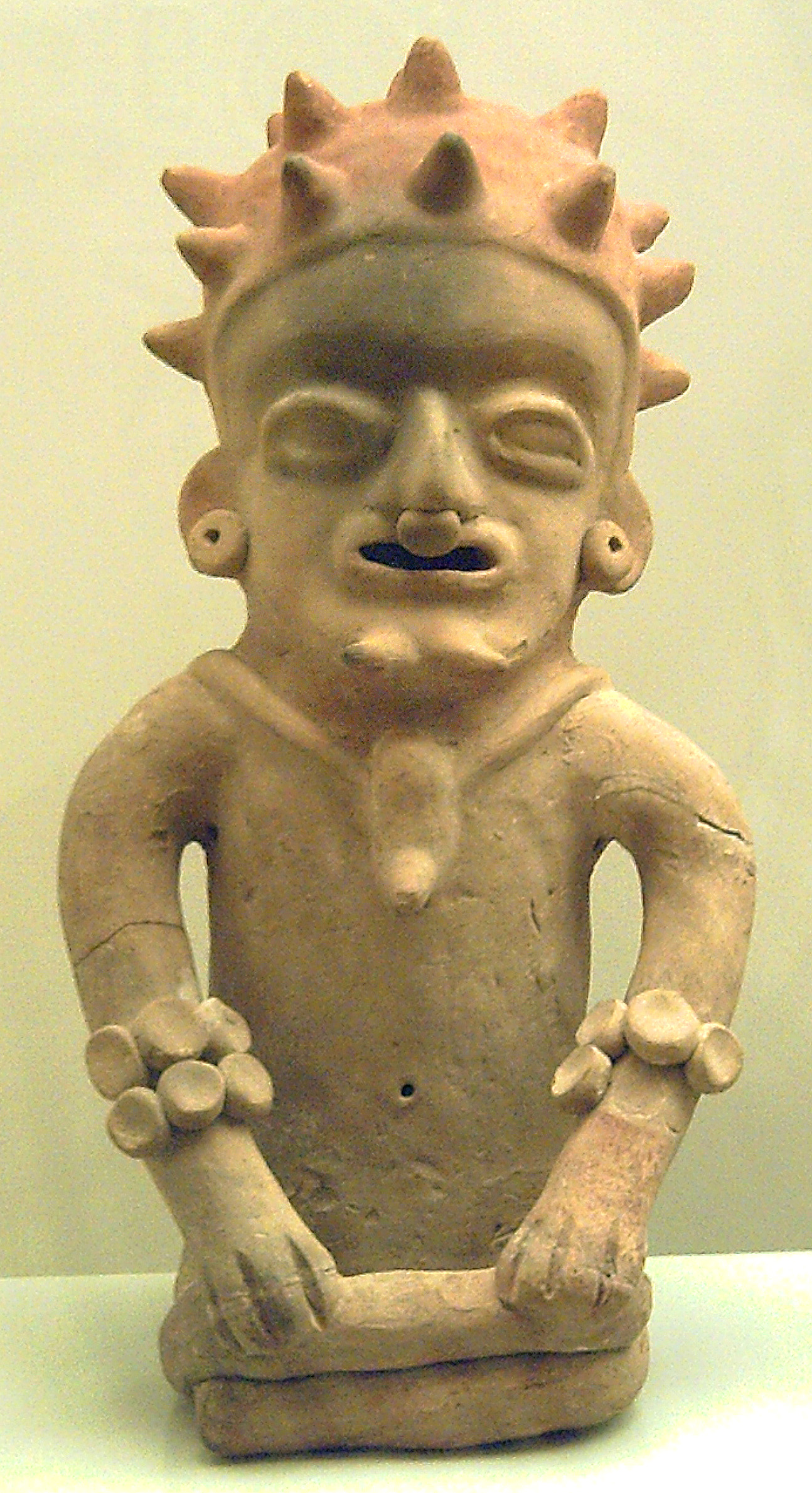
Статуетка з культури Баїя.

У цей період виникли важливі володіння, конфедерації та міста країни, найважливішими з яких були території на узбережжі та в горах. Культура Мантеньо є останньою доколумбовою культурою в прибережному регіоні Еквадору. Представники Мантеньо розробили тонку техніку роботи із золотом і сріблом. Вони приділяли значну увагу релігійним аспектам життя. Найвідоміші артефакти цієї культури — стільці або трони, знайдені в Серро-де-Хохас-де-Манабі. Вони приносили людські жертви, поклонялися змії, ягуару та пум. Центр цієї культури був розташовано в районі міста Манта.

### Незалежність Кіто
Перші рухи за незалежність почалися в 1809 році з повстання креолів проти іспанського уряду. 
9 жовтня 1820 року ґуаякільйо повстали й вигнали лояльну до короля владу. Битва при Ягуачі 19 серпня 1821 року між військами Ґуаякіля проти роялістських військ призвела до незалежності провінції Ґуаякіля. 24 травня 1822 року, дату, яку еквадорці визнають як дату своєї незалежності від Іспанії. Територія провінції Кіто була звільнена від влади Іспанії військами держави Велика Колумбія на чолі з Сімоном Боліваром і ввійшла до її складу. 
Незалежність від Великої Колумбії Еквадор здобув у 1830 році. 13 травня було проголошено незалежність Еквадору, а 22 вересня 1830 він був проголошений Республікою Еквадор. Першим президентом став генерал Хуан Хосе Флорес. У 1852 році було скасоване рабство на території Еквадору.

## Географія регіону

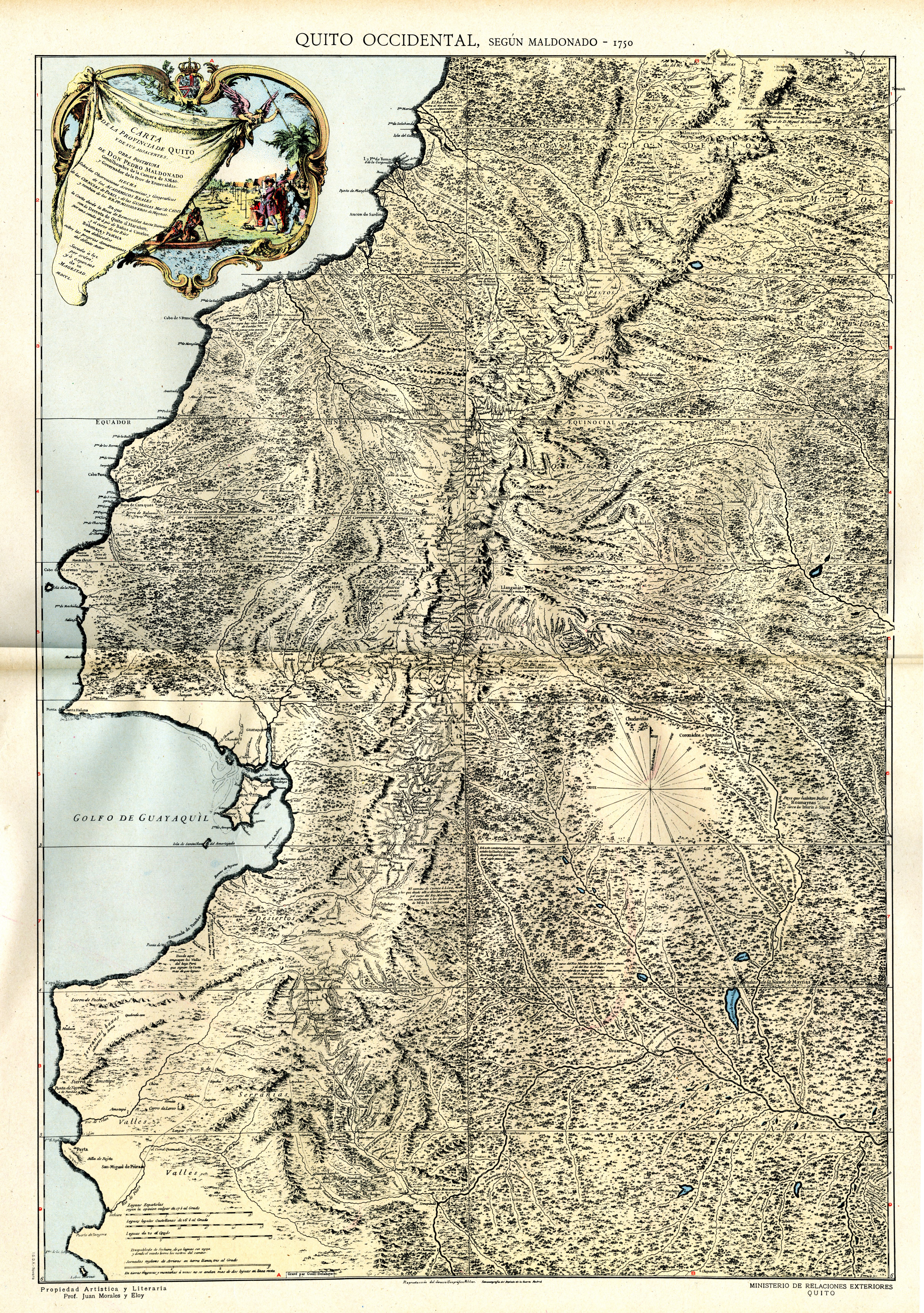
Карта західної частини королівського двору Кіто, яка датується 1750 роком і була його автором, яка наразі включає регіон еквадорської нації.

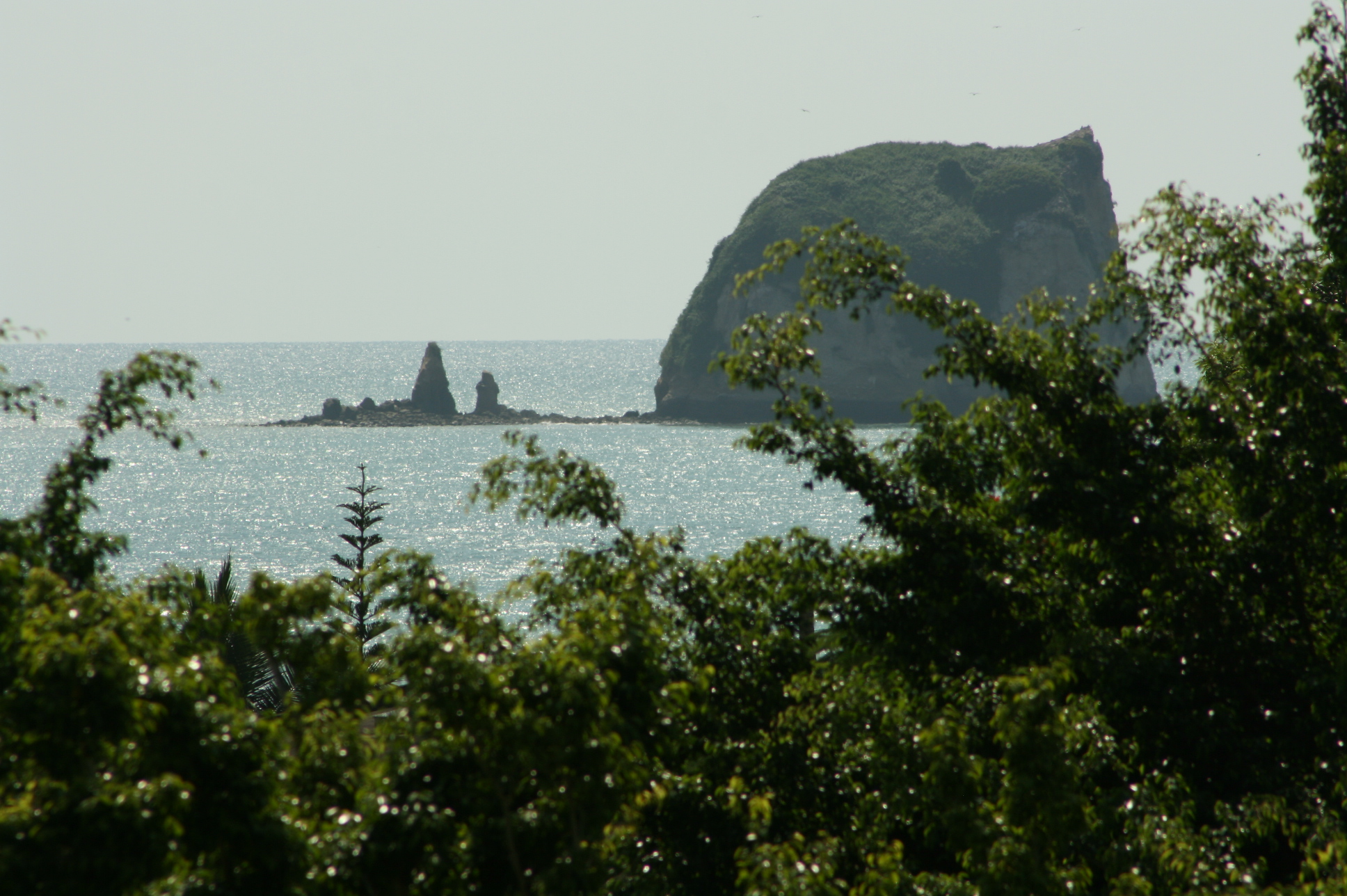
Пеньон де Суа, Есмеральдас

Прибережний регіон є одним з трьох природних регіонів континентального Еквадору. Він простягається між горами Анди і Тихим океаном, межує на заході з природним регіоном Сьєрра. Прибережний регіон Еквадора простягається через провінції Есмеральдас, Санто-Домінго-де-лос-Цачілас, Манабі, Лос-Ріос, Гуаяс, Санта-Елена та Ель-Оро. 
Прибережний регіон має одноманітний клімат та рельєф, однак, є різниця між північним та південний районами у кількості опадів, а також у відносній висоті рівнин. 
Еквадор має 640 кілометрів берегової лінії. П'ять із семи провінцій регіону мають вихід до океану, тому тут розвинута пляжна інфраструктура для туристів. Виділяються Есмеральдас, Манабі та Санта-Елена.
Регіон має низинну територію на півдні, висотою до 80 м, —  долина річки Гуаяс, а також гірських хребтів вздовж узбережжя, висота яких не перевищує 800 м.
Через територію регіону протікають річки, які починаються в Андах та течуть до Тихого океану. Район має щільну річкову мережу. Найбільші з річок країни Гуаяс та Есмеральдас притикають на Узбережжю. Ці річки судноплавні та використовуються в сільськогосподарському господарстві. 
По території узбережжя Еквадору розташовані родючі ґрунти,  тропічні ліси та напівпустелі.

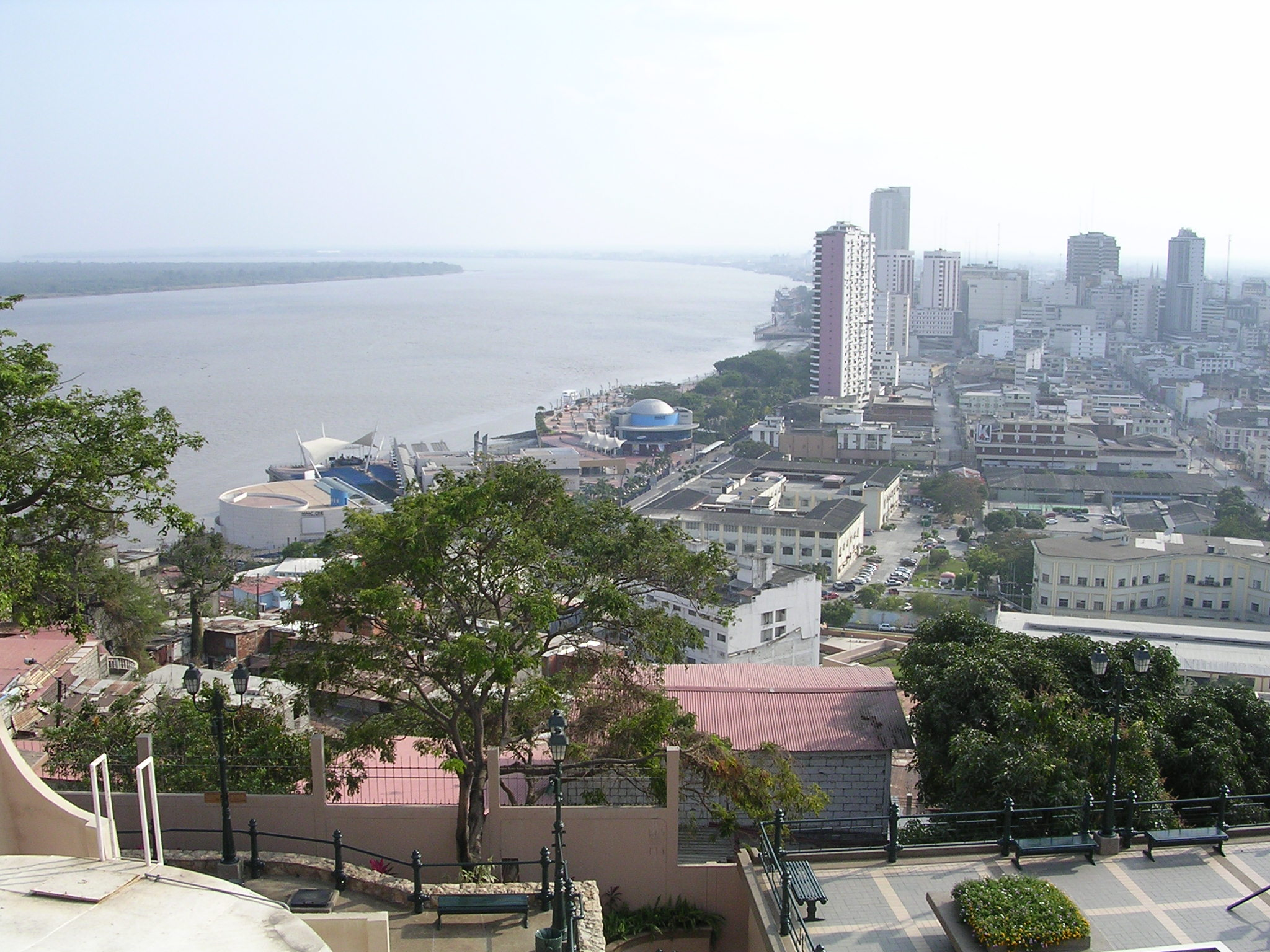
Річка Гуаяс перед Гуаякілем

### Клімат
Регіон характеризується жарким і сухим кліматом на півдні та вологим тропічним кліматом на півночі узбережжя. Середня температура коливається від 25 °C до 33 °С, вологий сезон триває з грудня по травень.

### Заповідні території
В регіоні розмішено декілька природних парків, найвідоміші з яких Національний парк Мачалілла та Мангровий екологічний заповідник Чуруте, що пропонують послуги екотуризму.

#### Національний парк Мачалілла

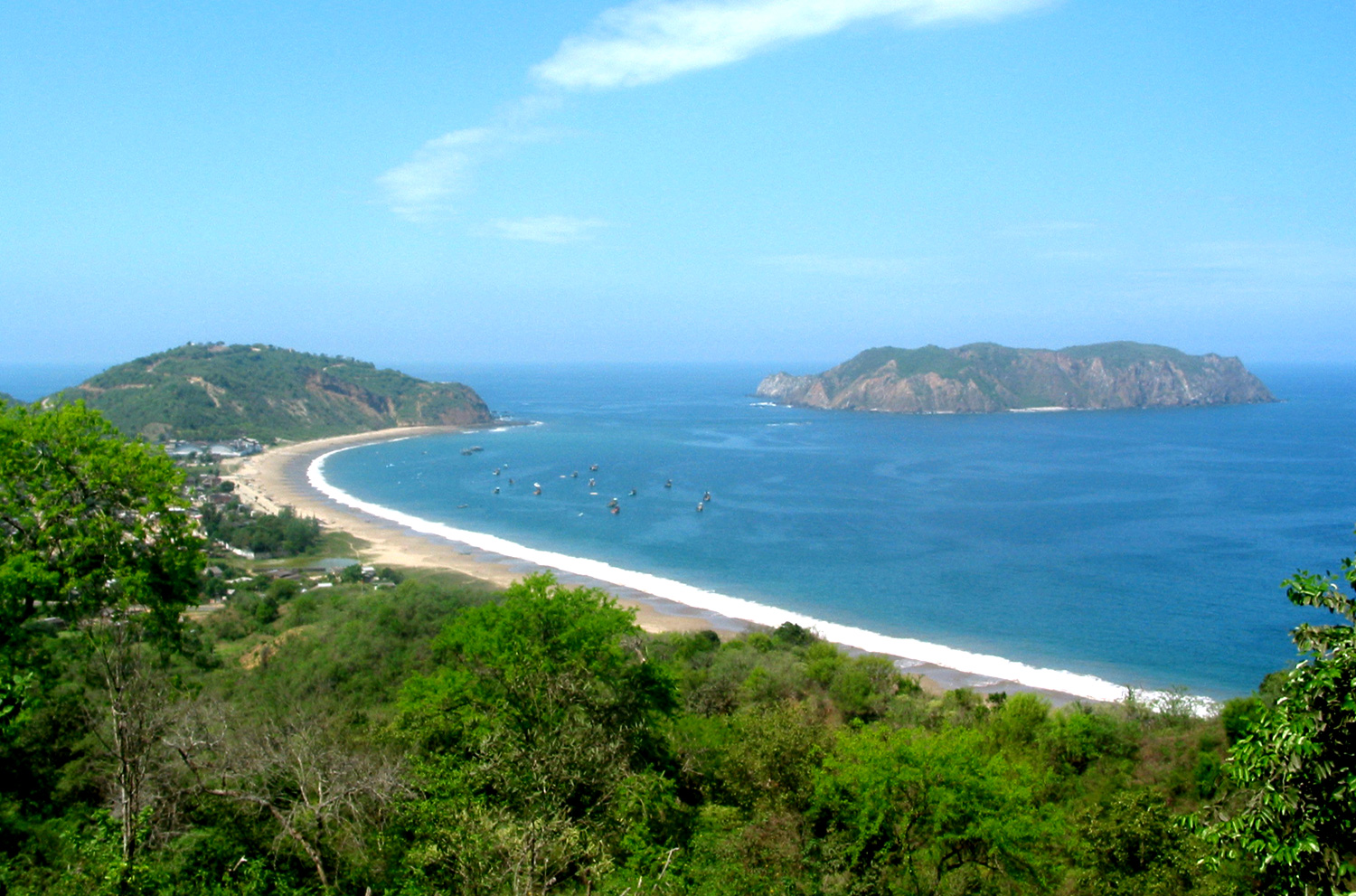
Національний парк Мачаліла, Манабі

Національний парк Мачалілла— національний парк, розташований на південному узбережжі провінції Манабі. У травні 1936 року було оголошено про створення національного парку, а в 1959 році був ратифікований державний указ. Свою назву він отримав від стародавньої доколумбової культури, яка населяла частину області. Серед головних туристичних визначних пам'яток  парку ― острів Ісла-де-ла-Плата і Пляж Лос-Фрайлес.  Висота місцевості у парку  коливається від 1 до 1707 м над рівнем моря,  клімат парку сухий. 
У парку зустрічаються тропічний пустельний скраб, тропічний ліс та мангри. 

#### Мангровий екологічний заповідник Каяпас-Матахе
Мангровий екологічний заповідник Каяпас-Матахе розташований в провінції Есмеральдас. Він займає понад 49 000 га і включає нижню частину басейнів річок Каяпас і Матахе.
Ця територія включає громади афро-еквадорцев, які живуть на території заповідника. Мангровий екологічний заповідник Каяпас-Матахе був оголошений ЮНЕСКО Рамсарською територією в 2003 році.

#### Маше-Чіндульський екологічний заповідник
Екологічний заповідник Маше-Чіндул розташований на південному заході провінції Есмеральдас. Він охоплює понад 119 000 га і включає басейн річки Білса. Заповідник включає великий простір вологих тропічних лісів на узбережжі разом із ділянками вторинних лісів.
Екологічний заповідник Маше-Чіндул — державний заповідник, створений у серпні 1996 року.  Лагуна Куб, площею 113 га, яка знаходиться на території заповідника, була оголошена ЮНЕСКО Рамсарською територією в 2002 році.

#### Мангровий екологічний заповідник Чуруте

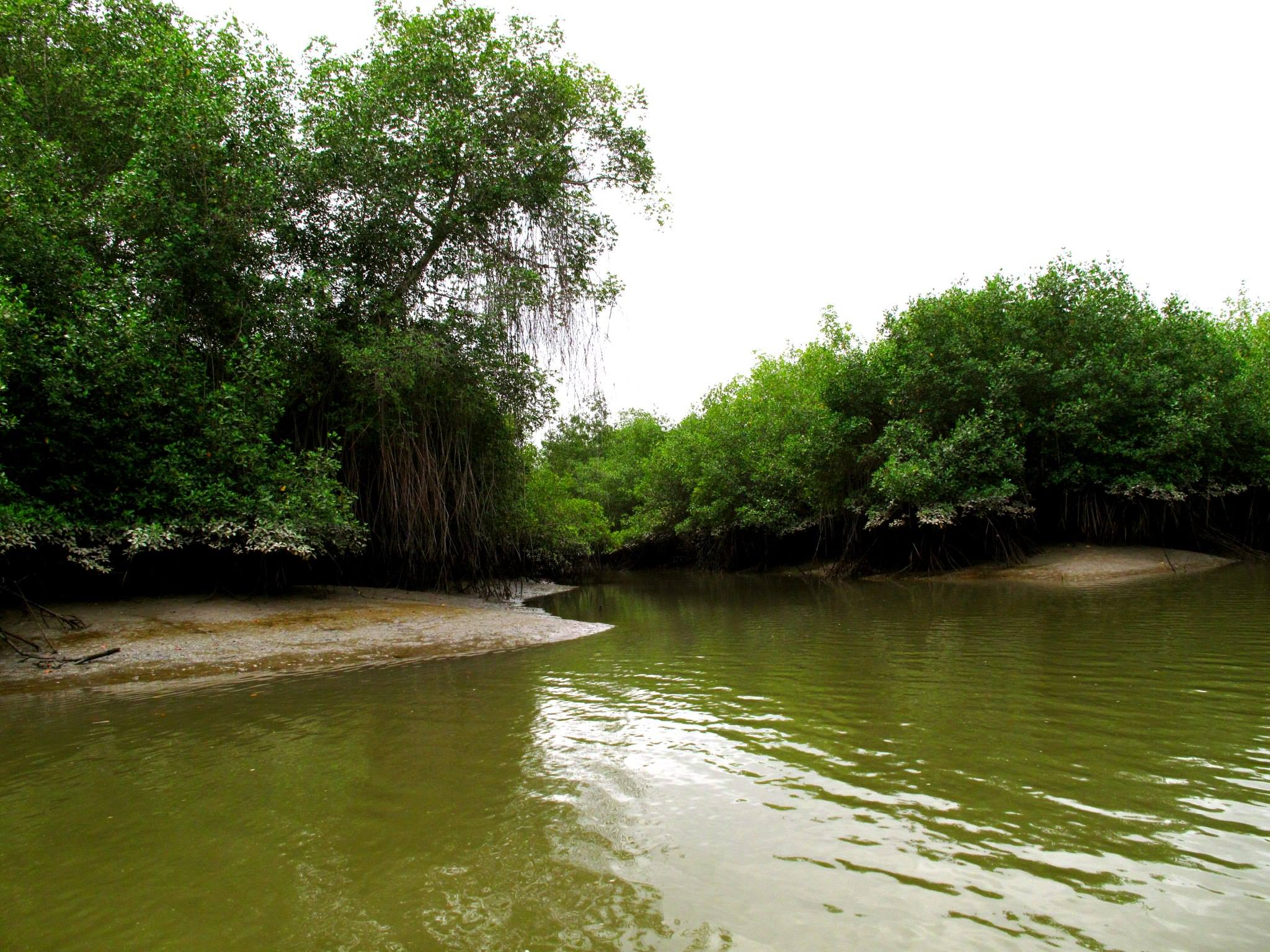
Мангрові ліси Чуруте

Екологічний заповідник Чуруте розташований у затоці Гуаякіль, у провінції Гуаяс. Він охоплює майже 50 000 га і включає пагорби Чуруте та Масвале, лагуну Канклон і один із небагатьох залишків мангрових лісів. Пагорби характеризуються високою вологістю, на яких росте вологий ліс. У сезон дощів (січень-квітень) опадів випадає в середньому 800 мм, а в сухий сезон істотних опадів не буває.
Цей заповідник, який виходить до узбережжя також містить велику кількість лагун і лиманів. Мангрові ліси Чуруте, площею 35 000 га, разом із морською зоною національного парку Мачалілья були першими природоохоронними територіями в Еквадорі, які в 1990 році ЮНЕСКО оголосили Рамсарською територією.

## Соціальна географія
Регіон складається з семи провінцій Еквадору: Есмеральдас, Санто-Домінго-де-лос-Цачілас, Манабі, Лос-Ріос, Гуаяс, Санта-Елена та Ель-Оро. Санто-Домінго-де-лос-Цачілас і Лос-Ріос не мають виходу до океану. Регіон має 86 кантонів, які поділяються на міські та сільські парафії.
Більше половини населення Еквадору мешкають в регіоні, це становить приблизно 8,5 мільйонів людей.
Більшість темношкірого населення Еквадору проживає в Прибережному регіоні. 49%  представників африканської раси мешкають у провінції Есмеральдас,  10% —  у провінції Гуаяс і 6% у провінції Манабі. В регіоні багато мешкає представників змішаних рас. 
Вважається, мешканці Прибережного регіону  відкриті, життєрадісні, сангвініки та чудові танцюристи, які ведуть спосіб життя більше орієнтований на зовнішні місця: клуби та настільні ігри на тротуарах є типовими. 
У таблиці наведено найбільші за чисельністю населення міста регіону за результатами перепису 2022 року:
| №  | Місто         | Провінція                    | Населення, 2022 р |
| 1  | Гуаякіль      | Гуаяс                        | 2 650 288         |
| 2  | Санто-Домінго | Санто-Домінго-де-лос-Цачілас | 334 826           |
| 3  | Дюран         | Гуаяс                        | 295 211           |
| 4  | Мачала        | Ель Оро                      | 288 072           |
| 5  | Манта         | Манабі                       | 258 697           |
| 6  | Портов'єхо    | Манабі                       | 244 129           |
| 7  | Кеведо        | Лос-Ріос                     | 177 792           |
| 8  | Дауле         | Гуаяс                        | 159 970           |
| 9  | Есмеральдас   | Есмеральдас                  | 155 487           |
| 10 | Ла Лібертад   | Санта-Елена                  | 112 154           |
| 11 | Бабаойо       | Лос-Ріос                     | 98 251            |
| 12 | Самборондон   | Гуаяс                        | 72 425            |
| 13 | Монтекрісті   | Манабі                       | 71 066            |
| 14 | Pasaje        | Ель-Оро                      | 60 147            |
| 15 | Санта-Роза    | Ель-Оро                      | 56 842            |
| 16 | Huaquillas    | Ель-Оро                      | 56 021            |
| 17 | Чоне          | Манабі                       | 54 629            |
| 18 | Санта-Елена   | Санта-Елена                  | 54 565            |

### Мова
В регіоні розмовляють на екваторіальній іспанській мові, яка є перехідною між діалектами карибської і перуанської іспанської .   Головним міським центром регіону поширення екваторіальної іспонської є портове місто Гуаякіль. В сільських районах Прибережного регіону, на переході між узбережжям і горами, наприклад у провінції Ель-Оро,  розмовляють на змішаній андській  іспанський та екваторіальній іспанський мовах. Прибережний діалект може значно відрізнятися, наприклад, в Есмеральдас, де зосереджено найбільше населення африканського походження, говорять на діалекті  африканізованим варіантом, подібним до тихоокеанського колумбійського, а у Гуаякілі акцент насичений запозиченнями з англійської мови.

### Етноси
В Прибережному регіоні  проживають монтубіо — група метисів, від союзу іспанців, корінних народів і африканців.
Чоло — це група метисів, яка живе на узбережжі Гуаяс, Санта-Елена та Манабі. Це люди, які мають суміш корінних і афро-нащадків, але на відміну від монтубіо мають більше афро-нащадків. В Еквадорі термін «чоло» має здебільшого принизливий відтінок, хоча він також використовується просто для визначення раси етнічної групи з південного прибережного регіону країни.
Афро-еквадорці, нащадки від африканських рабів, привезених іспанцями під час завоювання та колоніального періоду, мешкають здебільшого в прибережному регіоні, особливо в провінції Есмеральдас.

### Корінне населення регіону

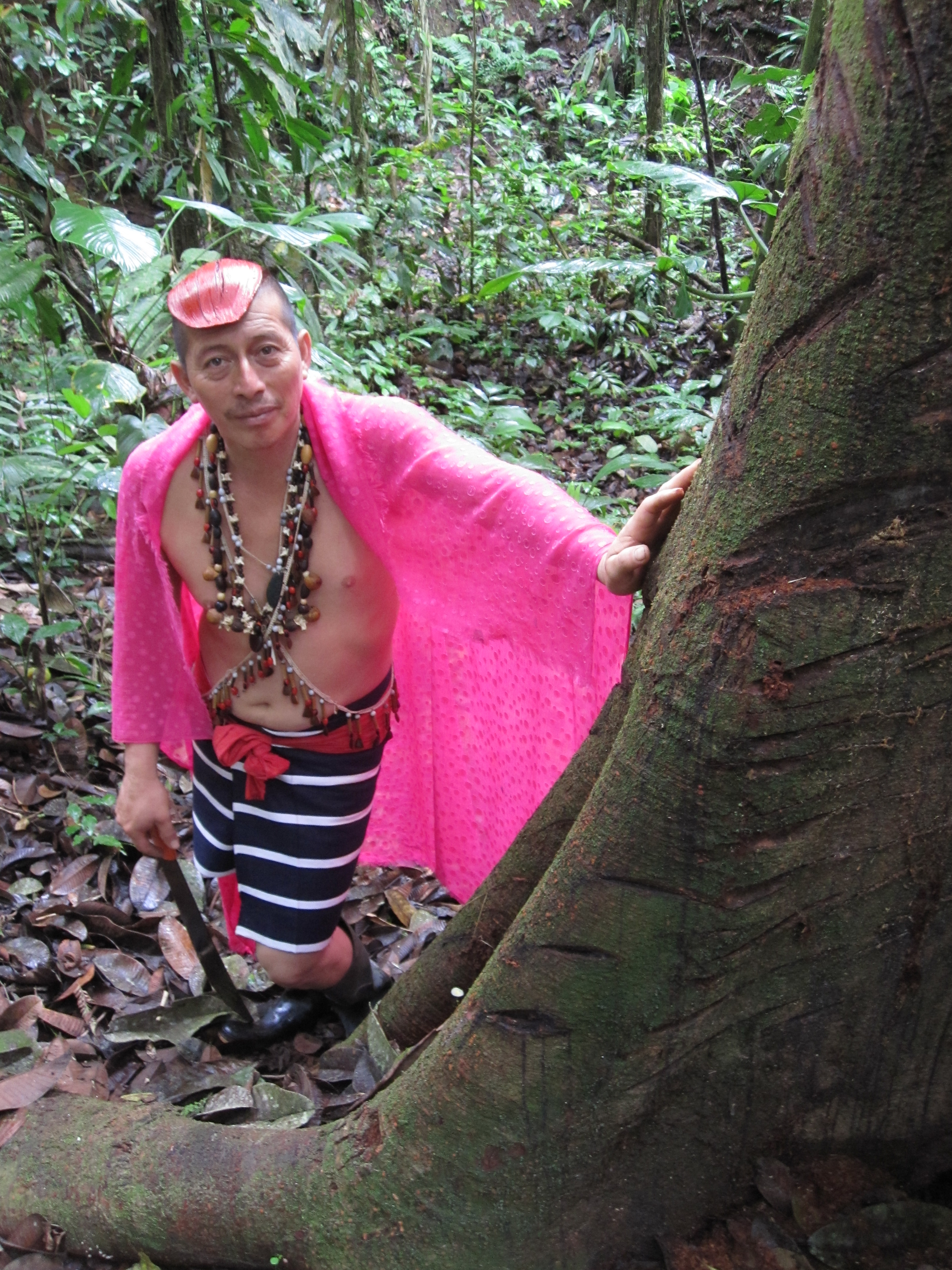
Представник народу Цачіла

- Чачі або кайяпи  є корінною етнічною групою, яка проживає у регіоні річки Каяпас, в провінції Есмеральдас. Незважаючи на те, що вони живуть на узбережжі, їхнє походження знаходиться в регіоні Анд, звідки вони були вигнані загарбниками інків у 15 столітті.[24]
- Aвá або Куайкер  живуть по обидва боки кордону між Колумбією та Еквадором[25]
- Ембера - корінне населення, яке проживає на півночі провінції Есмеральдас, а також в Колумбії[26].
- Цачіла мешкають у провінції Санто-Домінго-де-лос-Цачілас.[27]

Таблиця. Корінне населення Прибережного регіону, згідно з переписом 2022 року, за провінціями
| Провінція                    | Корінне населення | Відсоток (%) |
| ---------------------------- | ----------------- | ------------ |
| Ель-Оро.                     | 3,823             | 0,53         |
| Есмеральдас                  | 18 570            | 3.35         |
| Гуаяс                        | 56,449            | 1.29         |
| Лос-Ріос                     | 5960              | 0,66         |
| Манабі                       | 2,927             | 0,18         |
| Свята Єлена                  | 4,746             | 1.23         |
| Санто-Домінго-де-лос-Цачілас | 6,844             | 1.39         |

### Гастрономія

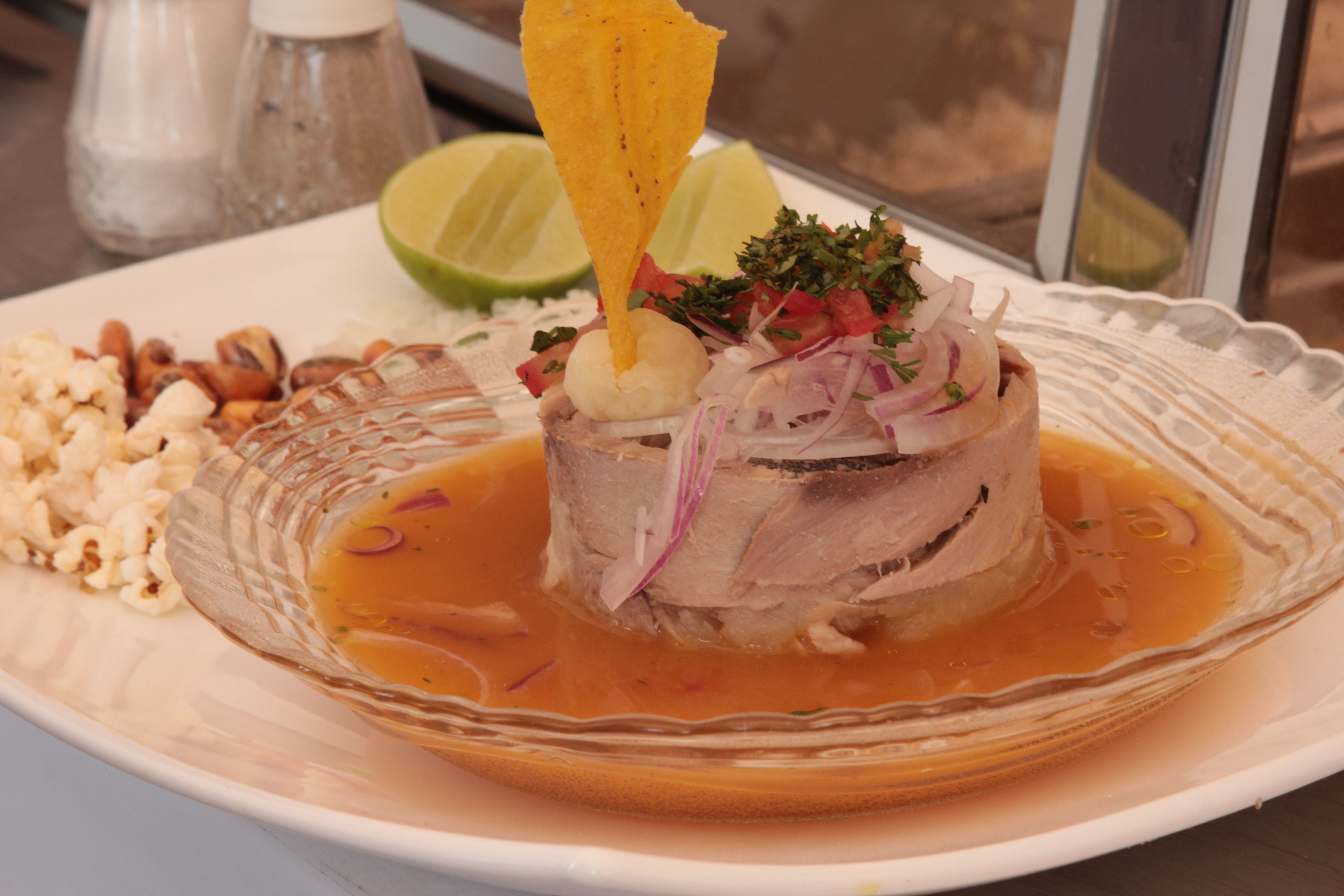
Енцеболладо

Кухня Прибережного регіону Еквадору дуже різноманітна, в основі її є страви з риба, особливо горбаль, форель і тиляпія. Банани, як овоч також є важливою частиною традиційної кухні.
Традиційні прибережні страви: рис з рагу та м'ясом, енцеболладо, рибне севіче, уміта, масаморра (бобові каші), суп санкочо, м'ясне рагу секо, кров'яна ковбаса, кальдо де болас, корвіч тощо. З десерту та солодощів популярні кокада, пінолі, панела  та інші. 